# Бланзи ла Салонез
Бланзи ла Салонез (фр. Blanzy-la-Salonnaise) насеље је и општина у североисточној Француској у региону Шампањ-Арден, у департману Ардени која припада префектури Ретел.
По подацима из 2011. године у општини је живело 340 становника, а густина насељености је износила 28,03 становника/km². Општина се простире на површини од 12,13 km². Налази се на средњој надморској висини од 70 метара.

## Демографија
| 1962. | 1968. | 1975. | 1982. | 1990. | 1999. | 2011. |
| ----- | ----- | ----- | ----- | ----- | ----- | ----- |
| 294   | 316   | 302   | 291   | 293   | 282   | 340   |

График промене броја становника у току последњих година